# 36340 Vaduvescu
36340 Vaduvescu este o planetă minoră (asteroid), cu un diametru de 3,49 km, din centura de asteroizi. A fost descoperită pe 5 iulie 2000 la Stația Anderson Mesa de Lowell Observatory Near-Earth-Object Search și a fost numită după Ovidiu Văduvescu⁠(d). 
Obiectul prezintă o orbită caracterizată de o semiaxă mare de 2,4632823 UAi, o excentricitate de 0,2, o înclinație de 1,55305 ° în raport cu ecliptica.